# Bathyarca orbiculata
Bathyarca orbiculata är en musselart som först beskrevs av Dall 1881.  Bathyarca orbiculata ingår i släktet Bathyarca och familjen Arcidae. Inga underarter finns listade i Catalogue of Life.